# Chrysotus uniseriatus
Chrysotus uniseriatus är en tvåvingeart som beskrevs av Octave Parent 1933. Chrysotus uniseriatus ingår i släktet Chrysotus och familjen styltflugor. Inga underarter finns listade i Catalogue of Life.